# 贵州天名精
贵州天名精（学名：Carpesium faberi）是菊科天名精属的植物。分布在台湾岛、日本以及中国大陆的贵州、广西、湖北、四川等地，生长于海拔700米至1,900米的地区，一般生于路边旷地和林缘，目前尚未由人工引种栽培。
种名 faberi 以19世纪来中国传教、收集植物的德国植物学家花之安（Ernst Faber, 1839-1899）的名字命名。